# هيلين توماس

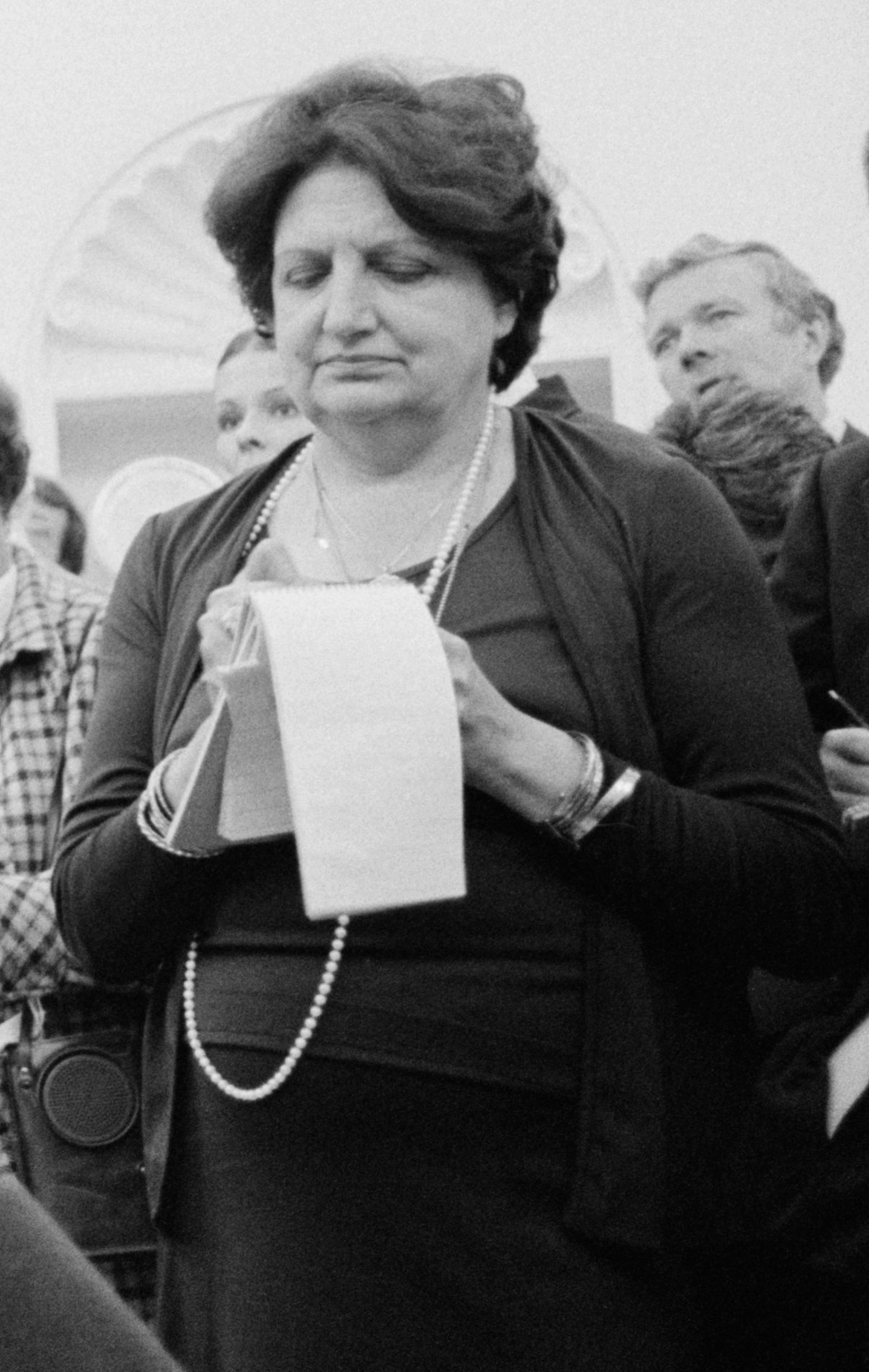
هيلين توماس خلال مؤتمر صحفي بالمكتب البيضاوي (1976).

هيلين توماس (بالإنجليزية: Helen Thomas)؛ (4 أغسطس 1920 - 20 يوليو 2013) هي صحفية أمريكية مراسلة إخبارية وكاتبة عمود في صحف شركة هيرست، وعضو في فريق البيت الأبيض للصحافة حيث خدمت كمراسلة، ولاحقا رئيسة قسم البيت الأبيض في وكالة يونايتد برس انترناشونال.
توماس قامت بالتغطية الصحفية لرؤساء الولايات المتحدة جميعا بدأ من جون اف كندي، كانت أول امرأة كعضو في نادي الصحافة القومي، وأول امرأة عضو ورئيس لجمعية مراسلي البيت الأبيض، وأول امرأة عضو في «نادي غريديرون» وهو أقدم وأهم نادي للصحفيين في واشنطن دي سي.
كتبت أربعة كتب آخرها: «كلاب حراسة الديمقراطية؟» "?Watchdogs of Democracy" والذي تنتقد فيه دور وسائل وشبكات الإعلام الأمريكية في فترة رئاسة جورج بوش، حيث وصفت وسائل الإعلام الكبرى منها على وجه الخصوص بأنها تحولت من «سلطة رابعة وكلاب تحرس الديمقراطية ومراقب على الديمقراطية» إلى «كلاب أليفة».

## حياتها المبكرة
- ولدت هيلين في وينشستر، كنتاكي لوالدين مهاجرين من طرابلس لبنان وكانت عائلتها تعرف سابقا ب«طلوس» [7] قبل إنشاء دولة لبنان من سوريا.[8] تربت في ديترويت، ميتشيغن، وقد فاخرت بانتمائها العربي فقالت:«أشعر بانتماء إلى لبنان. أحس بانتمائي إلى ثقافتين». والتحقت هيلين توماس بجامعة واين (حاليا جامعة واين الحكومية)، حصلت منها على البكالوريوس في 1942. عملت بعدها في أول وظيفة لها كموظفة طباعة في جريدة واشنطن ديلي نيوز (متوقفة حاليا).

انضمت توماس إلى وكالة يونايتد برس انترناشونال في العام 1943 حيث قامت بإعداد تقارير عن المرأة لوكالة الأنباء تلك. لاحقا وبعد عقد كتبت في عمود لصحف المؤسسة تحت عنوان "Names in the News". وبعد العام 1955 قامت بتغطية نشاطات الوكالات الفيدرالية الأمريكية مثل وزارة العدل الأمريكية، مكتب التحقيقات الفيدرالي ووزارة الصحة والتعليم والرعاية الاجتماعية (وزارة سابقة). كما خدمت توماس كرئيس لنادي المرأة القومي للصحافة بين عامي (1959 - 1960).

## المراسلة الرئاسية

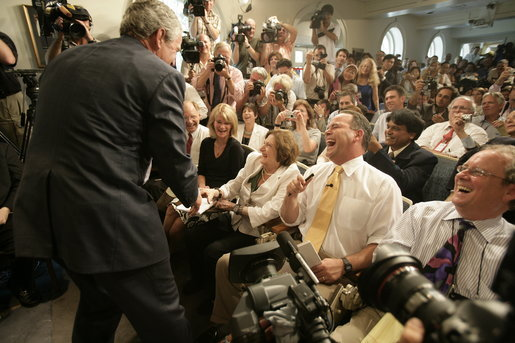
الرئيس جورج دبليو بوش يقدم التهنئة لهيلين توماس بمناسبة عيد ميلادها، وهي الجالسة في الوسط بغرفة جيمس اس. برادلي للملخصات الصحفية بالبيت الأبيض

في 1960 بدأت هيلين تغطي أنشطة الرئيس المنتخب لاحقا جون اف كندي لتلحق به في البيت الأبيض في يناير 1961 كمراسلة لوكالة يونايتد برس. اشتهرت توماس بلقب "بوذا الجالس"، و"ظِل الرؤساء الأمريكيين"وابتداء من فترة الرئيس كندي أصبحت هي من يطرح السؤال الأول على الرئيس لانها عميدة المراسلين، وهي من ينهي اللقاء بالقول: "شكرا السيد الرئيس"Thank you, Mr. President" لكن بوش الابن حرمها ذلك الامتياز.

### تغطية رئاسة بوش
توجه هيلين توماس نقدا لفترة رئاسة الرئيس الأمريكي جورج دبليو بوش للولايات المتحدة الأمريكية حيث تقول أن الرئيس الأمريكي بات ومنذ هجمات الحادي عشر من سبتمبر الإرهابية على الولايات المتحدة ينظر إلى كل من يعترض على سياساته، وخاصة في العراق "على أنه يقف مع الإرهابيين، وإذا كان أمريكيا فإنه غير وطني" كما تقول، وتضيف في حوار صحفي لها أجرته في 2004 "إن ذلك المنطق العجيب سرعان ما أفقد أمريكا احترامها وهيبتها في العالم، وبدد الصورة الديمقراطية للولايات المتحدة". وحول كون بوش قدم نفسه كرجل محافظ وأنه سيجلب السياسة الرحيمة للولايات المتحدة" تعترف توماس بأنه محافظ لكنها لا تظنه رحيماً كما أنها تذكر أنها مُنعت من طرح أسئلة على الرئيس بوش حين سألته: "لماذا لم يحترم الفصل بين الدين والدولة بإنشاء مكتب ديني في البيت الأبيض؟" 
ولم تتردد في القول أمام مركز الحوار العربي في واشنطن أن بوش الابن هو أسوأ الرؤساء الأمريكيين على الإطلاق، لأنه أدخل العالم في مرحلة من الحروب الابدية المستديمة، وهو ما يكرر أهوال الماضي. وفي عهده خسرت أمريكا معظم أصدقائها في العالم. وفيما يتعلق بموضوع محاولة الإسرائيليين التجسس على أمريكا علقت ضاحكة: «إنهم موجودون هنا في كل مكان، فما حاجتهم إلى التجسس؟».
قدمت هيلين استقالتها في يوم 8 حزيران 2010 على إثر إدلائها بتصريح قالت فيه عن إسرائيل:«هؤلاء الناس محتلون وعليهم أن يرجعوا إلى ألمانيا أو بولندا...أخبِرْهم أن يخرجوا من فلسطين» وقد اعتبر المتحدِّث باسم البيت الأبيض روبرت غيبس تصريحاتها «عدائية وغير مسؤولة، وتستدعي التوبيخ» وطالبها بالاعتذار فاعتذرت وتقاعدت بعد مسيرة مهنية حافلة امتدت ستة عقود غطت خلالها أنباء عشرة من رؤساء الولايات المتحدة.

## وفاتها
توفيت يوم السبت 20 يوليو 2013 عن عمر ناهز 92 عاماً في شقتها بواشنطن العاصمة بعد مشاكل صحية كانت قد واجهتها منذ فترة وأدخلتها إلى المستشفى عدة مرات.

### ردود الفعل
نعى الرئيس الأمريكي باراك أوباما توماس وقال في بيان أصدره أن «هيلين كانت من الرواد الحقيقيين في الولايات المتحدة، وأنها احتلت منصب عميدة الصحافيين الأميركيين بسبب إصرارها على أن ازدهار الديمقراطية في المجتمع الأمريكي رهن بتوجيه أسئلة تتسم بالشجاعة، ومحاسبة القادة الأميركيين، وليس استنادا إلى تلك الفترة الطويلة التي مارست فيها العمل الصحافي داخل البيت الأبيض». ووصفها ب«الرائدة الحقيقية» التي حطمت الحواجز لـ«أجيال من النساء في مجال الإعلام». وغرّدت أندريا ميتشيل المراسلة الصحفية المخضرمة في إن بي سي نيوز قائلة أنها «أنارت الطريق لكل من جاء بعدها» وكتبت دانا بيرينو الناطقة باسم البيت الأبيض في إدارة بوش في تويتر: «لقد وقفت إلى جواري في أول يوم أقف فيه على المنصة». وأصدر الرئيس الأمريكي الأسبق بيل كلينتون وزوجته وزيرة الخارجية السابقة هيلاري كلينتون بيانا كالتالي: «كانت هيلين صحفية رائدة وفي الوقت التي أضافت أكثر من نصيبها في تشققات السقف الزجاجي لم تفشل أبدا في جلب الشدة والصلابة لنبض عملها بالبيت الأبيض. غطت طوال مسيرتها بمثابرة وتفان عنيد القضايا والأحداث التي شكّلت مسيرة عالمنا. كان عملها غير عادي بسبب ذكاءها وروحها المتقدة وحس الفكاهة الكبير لديها، والأهم من ذلك التزامها بدور الصحافة القوية في ظل ديمقراطية سليمة.» وأصدرت جمعية مراسلي البيت الأبيض بيانا قالت فيه: «كانت هيلين توماس رائدة في الصحافة وفي فريق صحافيي البيت الأبيض حيث غطت الرؤساء انطلاقا من جون اف كينيدي مرورا بباراك أوباما. بدءا من إدارة كينيدي، كانت المرأة الأولى التي تغطي الرئيس وليس فقط السيدة الأولى. وعقب إلحاهها في 1962، قال كينيدي أنه لن يحضر العشاء السنوي لجمعية مراسلي البيت الأبيض إلا إذا فُتحت للنساء لأول مرة. وهو ما كان. وفي 1975 - 1976، شغلت منصب أول امرأة رئيسة للجمعية. ويدين النساء والرجال الذين لحقوا بفريق الصحفيين بالعرفان للعمل الذي قامت به هيلين والأبواب التي فتحتها. وصحافتنا أفضل جراء ذلك.»

## وصلات خارجية
- (فيديو) وثائقي عن هيلين توماس  (قناة الجزيرة). على يوتيوب
- هيلين توماس على موقع IMDb (الإنجليزية)
- هيلين توماس على موقع الموسوعة البريطانية (الإنجليزية)
- هيلين توماس على موقع إن إن دي بي (الإنجليزية)
- هيلين توماس على موقع قاعدة بيانات الفيلم (الإنجليزية)
- Helen Thomas confronts Washington officials on the legality of wire tapping
- John Palmer interview with Helen Thomas
- Andrew Denton interview with Helen Thomas
- هيلين توماس في فايند أي غرايف